# السن القانوني لاستهلاك الخمر

السن الأدنى القانوني لاستهلاك الكحول حسب البلد:
غير قانوني بغض النظر عن العمر
الحد الأدنى للسن 25 سنة
الحد الأدنى للسن 21 سنة
الحد الأدنى للسن 20 سنة
الحد الأدنى للسن 19 سنة
الحد الأدنى للسن 18 سنة
الحد الأدنى للسن 17 سنة
الحد الأدنى للسن 16 سنة
الحد الأدنى للسن 15 سنة
لا تنظيم أو عمر محدد

السن القانوني لاستهلاك الخمر هو السن القانوني الذي يمكن فيه للشخص أن يقتني ويستهلك المشروبات الكحولية وفق الضوابط التي تسمح بها كل دولة في العالم ورغم ذلك يمكن أن يكون السن القانوني الأدنى لاستهلاك الكحول مختلفًا عن سن اقتنائه في بعض البلدان. كما تحدد بعض البلدان حدودا عمرية مختلفة لأنواع مختلفة من المشروبات الكحولية. ولا تسري معظم هذه القوانين إلا على شرب الخمر في الأماكن العامة، حيث يكون استهلاك الكحول في المنزل غير منظم في الغالب (باستثناء المملكة المتحدة التي حددت السن القانوني الأدنى للاستهلاك في الأماكن الخاصة تحت إشراف البالغين).
ويرجع السبب الأكثر شيوعًا وراء تشريع سن قانوني للشراب هو تأثير الكحول السلبي على تكوين دماغ المراهقين وكذا على الذاكرة والتفكير على المدى الطويل. إلى جانب ذلك، يمكن أن يؤدي إلى الفشل الكبدي، وخلق اختلال هرموني في سن المراهقة بسبب التغيرات المستمرة ونضج الهرمونات خلال فترة البلوغ.
وتمتاز كل من كازاخستان، عمان، باكستان، قطر، سري لانكا، طاجيكستان، تايلند، الإمارات العربية المتحدة، ولايات ميكرونيسيا المتحدة، بالاو، باراغواي، جزر سليمان، بعض ولايات الهند، الولايات المتحدة (باستثناء جزر العذراء البريطانية وبورتوريكو)، اليمن (عدن وصنعاء)، اليابان، أيسلندا، وبعض الأقاليم في كندا، كوريا الجنوبية بأعلى سن للشرب في المقابل، فإن بعضا من هذه البلدان ليس لديها حدود للشرب خارج نطاق العمل. في حين تمتلك كل من النمسا، أنتيغوا وباربودا، بلجيكا، برمودا، جزر العذراء البريطانية، كوبا، إثيوبيا، جبل طارق، لكسمبرغ، نيكاراغوا على أقل سن للاستهلاك.

## افريقيا
السن الأدنى لشراء الكحوليات في أفريقيا هو 18 عامًا، على الرغم من اختلافه من كل دولة لأخرى.

السن الأدنى القانوني لشراء واستهلاك الكحول حسب البلد:
غير قانوني
السن الأدنى القانوني لشراء 21 عاما
السن الأدنى القانوني لشراء هو 18 عامًا
السن الأدنى القانوني لشراء 17 عامًا
السن الأدنى القانوني لشراء 16 عامًا
السن الأدنى القانوني لشراء هو 15 عامًا
لا يوجد سن أدنى للشراء

| الدولة                 | الولاية/ المنطقة / المحافظة | حكم القانون                               | حكم القانون                                                                | ملاحظات |
| الدولة                 | الولاية/ المنطقة / المحافظة | سن الشرب                                  | سن الشراء                                                                  | ملاحظات |
| ---------------------- | --------------------------- | ----------------------------------------- | -------------------------------------------------------------------------- | --- |
| الجزائر                | الجزائر                     | لايوجد                                    | لايوجد                                                                     | |
| أنغولا                 |                             | لايوجد                                    | لايوجد                                                                     | لا يوجد تشريع قانوني يحظر بيع الكحول للقاصرين. |
| أنغولا                 | مقاطعة لواندا               | 18                                        | 18                                                                         | التشريع في مقاطعة لواندا: من غير القانوني بيع المشروبات الكحولية لأي شخص يقل عمره عن 18 سنة. كما أنه من غير القانوني للقاصرين شراء واستهلاك الكحول. |
| بوتسوانا               | بوتسوانا                    | لايوجد                                    | 18                                                                         | من غير القانوني لأي شخص يحمل ترخيصًا لبيع الخمور بيع أو توفير المشروبات الكحولية للقاصرين الذين تقل أعمارهم عن 18 عامًا. ونظرًا لأن القانون لا ينطبق إلا على المرخص لهم، فإنه لا يجوز للقاصر شراء أو استهلاك أو امتلاك المشروبات الكحولية. |
| بوروندي                | بوروندي                     | لايوجد                                    | 18 (لا مشكلة إذا كان يرافقه الوالد أو الوصي القانوني)                      | من غير القانوني لأي شخص يحمل ترخيصًا لبيع الخمور بيع أو توفير المشروبات الكحولية للقاصرين غير المصحوبين الذين تقل أعمارهم عن 18 عامًا. |
| الكاميرون              | الكاميرون                   | 21/18 (إذا كان برفقة شخص 21 عامًا أو أكثر) | 21/18 (إذا كان برفقة شخص 21 عامًا أو أكثر)                                  | من غير القانوني لأي شخص يحمل ترخيصًا لبيع الخمور بيع أو تقديم المشروبات الكحولية لأي شخص يقل عمره عن 18 عامًا. يسمح القانون للبالغين من سن 18 إلى 21 سنة باستهلاك وشراء المشروبات الكحولية إذا كانوا مصحوبين بشخص يبلغ من العمر 21 عامًا أو أكثر. كما يمكن لأي شخص فوق سن 21 سنة شراء أو استهلاك الكحول دون أن يكون مصحوبا. |
| الرأس الأخضر           | الرأس الأخضر                | لايوجد                                    | 18                                                                         | من غير القانوني لأي شخص بيع أو توريد المشروبات الكحولية للقاصرين الذين تقل أعمارهم عن 18 عامًا. |
| جمهورية أفريقيا الوسطى | جمهورية أفريقيا الوسطى      | لايوجد                                    | لايوجد                                                                     | |
| جزر القمر              | جزر القمر                   | لايوجد                                    | لايوجد                                                                     | |
| مصر                    | مصر                         | 21                                        | 21                                                                         | |
| غينيا الاستوائية       | غينيا الاستوائية            | لايوجد                                    | لايوجد                                                                     | |
| إريتريا                | إريتريا                     | لايوجد                                    | 18                                                                         | من غير القانوني لأي شخص بيع أو تقديم المشروبات الكحولية للقاصرين الذين تقل أعمارهم عن 18 عامًا. |
| إثيوبيا                | إثيوبيا                     | لايوجد                                    | 15                                                                         | من غير القانوني لأي شخص أن يبيع أو يقدم أو يخدم أو يسمح له بتقديم المشروبات الكحولية "بكميات كبيرة" لأي رضيع أو شاب. يعرف القانون الجنائي الشاب بأنه أي شخص دون سن الخامسة عشرة. لكن القانون الجنائي ينص على ما يلي: "من يعرض صحة شخص آخر للخطر، عن قصد ودون وعي، بالإدارة أو الخدمة، أو عن طريق التسبب أو السماح بالإدارة أو الخدمة، إلى القُصَّر (المعرف بأنه أي شخص دون سن الثامنة عشرة)" ( - المشروبات الكحولية أو المشروبات الروحية من هذا النوع أو تلك التي تجعل تأثيرها الضار محتملاً، يعاقب عليها بالسجن سنة واحدة والغرامة. " |
| الغابون                | الغابون                     | لايوجد                                    | لايوجد                                                                     | |
| غامبيا                 | غامبيا                      | لايوجد                                    | 17                                                                         | لا يجوز بيع أو تقديم المشروبات الكحولية للأطفال أو الشباب. يتم تعريف "الشاب" على أنه أي شخص دون سن 17 حسب قانون الأطفال والشباب لسنة 1949 القسم 2. |
| غانا                   | غانا                        | 18                                        | 18                                                                         | |
| غينيا بيساو            | غينيا بيساو                 | لايوجد                                    | لايوجد                                                                     | |
| كينيا                  | كينيا                       | لايوجد                                    | 18                                                                         | لا يجوز بيع أو خدمة أو تقديم المشروبات الكحولية لأي شخص يقل عمره عن 18 عامًا. |
| ليسوتو                 | ليسوتو                      | 18                                        | 18                                                                         | من غير القانوني بيع أو خدمة أو تقديم أي مشروبات كحولية لقاصر يقل عمره عن 18 عامًا. كما أنه من غير القانوني للقاصرين استهلاك أو شراء أو محاولة شراء الكحول. |
| ليبيريا                | ليبيريا                     | لايوجد                                    | 18                                                                         | لا يجوز بيع أو خدمة أو تقديم المشروبات الكحولية لأي شخص يقل عمره عن 18 عامًا. |
| ليبيا                  | ليبيا                       | غير قانوني                                | غير قانوني                                                                 | في السابق كانت المادة 498 من قانون العقوبات الليبي تحظر بيع المشروبات الكحولية للأحداث دون سن 16 سنة. |
| مالاوي                 | مالاوي                      | لايوجد                                    | 18                                                                         | لا يجوز بيع أو خدمة أو تقديم المشروبات الكحولية لأي شخص يقل عمره عن 18 عامًا.. |
| موريشيوس               | موريشيوس                    | لايوجد                                    | 18                                                                         | لا يجوز بيع أو خدمة أو تقديم المشروبات الكحولية لأي شخص يقل عمره عن 18 عامًا. |
| المغرب                 | المغرب                      | لايوجد                                    | لايوجد                                                                     | |
| موزمبيق                | موزمبيق                     | 18                                        | 18                                                                         | |
| ناميبيا                | ناميبيا                     | لايوجد                                    | 18                                                                         | لا يجوز بيع أو خدمةأو تقديم المشروبات الكحولية لأي شخص يقل عمره عن 18 عامًا. |
| النيجر                 | النيجر                      | 18                                        | 18                                                                         | |
| نيجيريا                | نيجيريا                     | 18                                        | 18                                                                         | |
| جمهورية الكونغو        | جمهورية الكونغو             | لايوجد                                    | 18                                                                         | |
| رواندا                 | رواندا                      | 18                                        | 18                                                                         | |
| السنغال                | السنغال                     | 18                                        | 18                                                                         | |
| سيشل                   | سيشل                        | 18                                        | 18                                                                         | |
| الصومال                | الصومال                     | غير قانوني                                | غير قانوني                                                                 | |
| جنوب أفريقيا           | جنوب أفريقيا                | 18                                        | 18                                                                         | ويجوز للوالد، الوصي الراشد عن القاصر أو الشخص المسؤول عن إدارة سر ديني، في بعض الأحيان تزويد القاصر بكمية معتدلة من الخمور يستهلكها في وجود وتحت إشراف ذلك الوالد أو الوصي أو شخص غيره. |
| جنوب السودان           | جنوب السودان                | 18                                        | 18                                                                         | |
| السودان                | السودان                     | غير قانوني                                | غير قانوني                                                                 | |
| سوازيلاند              | سوازيلاند                   | 18                                        | 18                                                                         | |
| تنزانيا                | تنزانيا                     | لايوجد                                    | 18                                                                         | |
| توغو                   | توغو                        | لايوجد                                    | لايوجد                                                                     | |
| تونس                   | تونس                        | لايوجد                                    | لايوجد                                                                     | |
| أوغندا                 | أوغندا                      | لايوجد                                    | 18 16 (النبيذ والبيرة، بورتر، عصير التفاح، بيري أو الخمور المحلية مع وجبة) | من غير القانوني لأي من المرخص له بيع أو خدمة أو تقديم المشروبات الكحولية لأي شخص يقل عمره عن 18 عامًا. ينص القانون على استثناء لأي شخص يبلغ من العمر 16 أو 17 عامًا، ويستهلك مشروبًا كحوليًا مخمرًا مع وجبة طعام، في جزء من مكان مرخص يقدم الوجبات وليس بارًا. |
| الصحراء الغربية        | الصحراء الغربية             | لايوجد                                    | لايوجد                                                                     | |
| زامبيا                 | زامبيا                      | 18                                        | 18                                                                         | من غير القانوني لأي شخص يحمل ترخيصًا لبيع الخمور بيع أو خدمة أو تقديم المشروبات الكحولية لأي شخص يقل عمره عن 18 عامًا. قبل إصدار قانون ترخيص الخمور في عام 2011، كان الحد الأدنى لسن البيع وتقديم المشروبات الكحولية 14 عامًا. |
| زيمبابوي               | زيمبابوي                    | لايوجد                                    | 16                                                                         | من غير القانوني لأي شخص بيع أو إهداء أو تقديم أو خدمة أو تقديم المشروبات الكحولية لأي طفل دون سن 16 سنة، إلا عند إنتاج أمر مكتوب موقّع من ولي الأمر أو الوصي على الطفل. يقع على عاتق الشرطة احتجاز أي مشروبات كحولية في حوزة طفل دون سن 16 سنة دون موافقة خطية من الوالدين أو الوصي القانوني. |